# 중화인민공화국의 인민 정부
이 문서는 중화인민공화국의 중앙·지방 인민 정부 목록이다.

## 중앙 정부와 성급 행정구
| 행정 구역명        | 간체자 행정 구역명 | 간단 표기 | 지리대구 | 구분       | 홈페이지                                                     |
| ------------------ | ------------------ | --------- | -------- | ---------- | ------------------------------------------------------------ |
| 중화인민공화국     | 中华人民共和国     | 中国      | 전체     | 전국       | 중화인민공화국 중앙 인민 정부                                |
| 베이징시           | 北京市             | 北京      | 화북     | 직할시     | 베이징시 인민 정부                                           |
| 톈진시             | 天津市             | 天津      | 화북     | 직할시     | 톈진시 인민 정부                                             |
| 허베이성           | 河北省             | 河北      | 화북     | 성         | 허베이성 인민 정부 보관됨 2003-07-25 - 웨이백 머신           |
| 산시성             | 山西省             | 山西      | 화북     | 성         | 산시성 인민 정부 보관됨 2008-06-10 - 웨이백 머신             |
| 내몽골 자치구      | 内蒙古自治区       | 内蒙古    | 화북     | 자치구     | 내몽골 자치구 인민 정부                                      |
| 랴오닝성           | 辽宁省             | 辽宁      | 동북     | 성         | 랴오닝성 인민 정부                                           |
| 지린성             | 吉林省             | 吉林      | 동북     | 성         | 지린성 인민 정부                                             |
| 헤이룽장성         | 黑龙江省           | 黑龙江    | 동북     | 성         | 헤이룽장성 인민 정부 보관됨 2020-10-03 - 웨이백 머신         |
| 상하이시           | 上海市             | 上海      | 화동     | 직할시     | 상하이시 인민 정부 보관됨 2008-06-25 - 웨이백 머신           |
| 장쑤성             | 江苏省             | 江苏      | 화동     | 성         | 장쑤성 인민 정부                                             |
| 저장성             | 浙江省             | 浙江      | 화동     | 성         | 저장성 인민 정부                                             |
| 안후이성           | 安徽省             | 安徽      | 화동     | 성         | 안후이성 인민 정부 보관됨 2017-01-25 - 웨이백 머신           |
| 푸젠성             | 福建省             | 福建      | 화동     | 성         | 푸젠성 인민 정부                                             |
| 장시성             | 江西省             | 江西      | 화동     | 성         | 장시성 인민 정부 보관됨 2009-10-27 - 웨이백 머신             |
| 산둥성             | 山东省             | 山东      | 화동     | 성         | 산둥성 인민 정부                                             |
| 허난성             | 河南省             | 河南      | 중남     | 성         | 허난성 인민 정부                                             |
| 후베이성           | 湖北省             | 湖北      | 중남     | 성         | 후베이성 인민 정부 보관됨 2009-09-17 - 웨이백 머신           |
| 후난성             | 湖南省             | 湖南      | 중남     | 성         | 후난성 인민 정부                                             |
| 광둥성             | 广东省             | 广东      | 중남     | 성         | 광둥성 인민 정부                                             |
| 광시 좡족 자치구   | 广西壮族自治区     | 广西      | 중남     | 자치구     | 광시 좡족 자치구 인민 정부 보관됨 2007-03-25 - 웨이백 머신   |
| 하이난성           | 海南省             | 海南      | 중남     | 성         | 하이난성 인민 정부                                           |
| 충칭시             | 重庆市             | 重庆      | 서남     | 직할시     | 충칭시 인민 정부                                             |
| 쓰촨성             | 四川省             | 四川      | 서남     | 성         | 쓰촨성 인민 정부 보관됨 2010-01-04 - 웨이백 머신             |
| 구이저우성         | 贵州省             | 贵州      | 서남     | 성         | 구이저우성 인민 정부 보관됨 2020-08-14 - 웨이백 머신         |
| 윈난성             | 云南省             | 云南      | 서남     | 성         | 윈난성 인민 정부                                             |
| 티베트 자치구      | 西藏自治区         | 西藏      | 서남     | 자치구     | 티베트 자치구 인민 정부 보관됨 2021-05-08 - 웨이백 머신      |
| 산시성             | 陕西省             | 陕西      | 서북     | 성         | 산시성 인민 정부 보관됨 2018-12-29 - 웨이백 머신             |
| 간쑤성             | 甘肃省             | 甘肃      | 서북     | 성         | 간쑤성 인민 정부 보관됨 2016-10-15 - 웨이백 머신             |
| 칭하이성           | 青海省             | 青海      | 서북     | 성         | 칭하이성 인민 정부                                           |
| 닝샤 후이족 자치구 | 宁夏回族自治区     | 宁夏      | 서북     | 자치구     | 닝샤 후이족 자치구 인민 정부                                 |
| 신장 위구르 자치구 | 新疆维吾尔自治区   | 新疆      | 서북     | 자치구     | 신장 위구르 자치구 인민 정부 보관됨 2010-12-04 - 웨이백 머신 |
| 홍콩               | 香港               | 香港      | 중남     | 특별행정구 | 홍콩 특별행정구 정부                                         |
| 마카오             | 澳门               | 澳门      | 중남     | 특별행정구 | 마카오 특별행정구 정부                                       |